# Molly Stevens

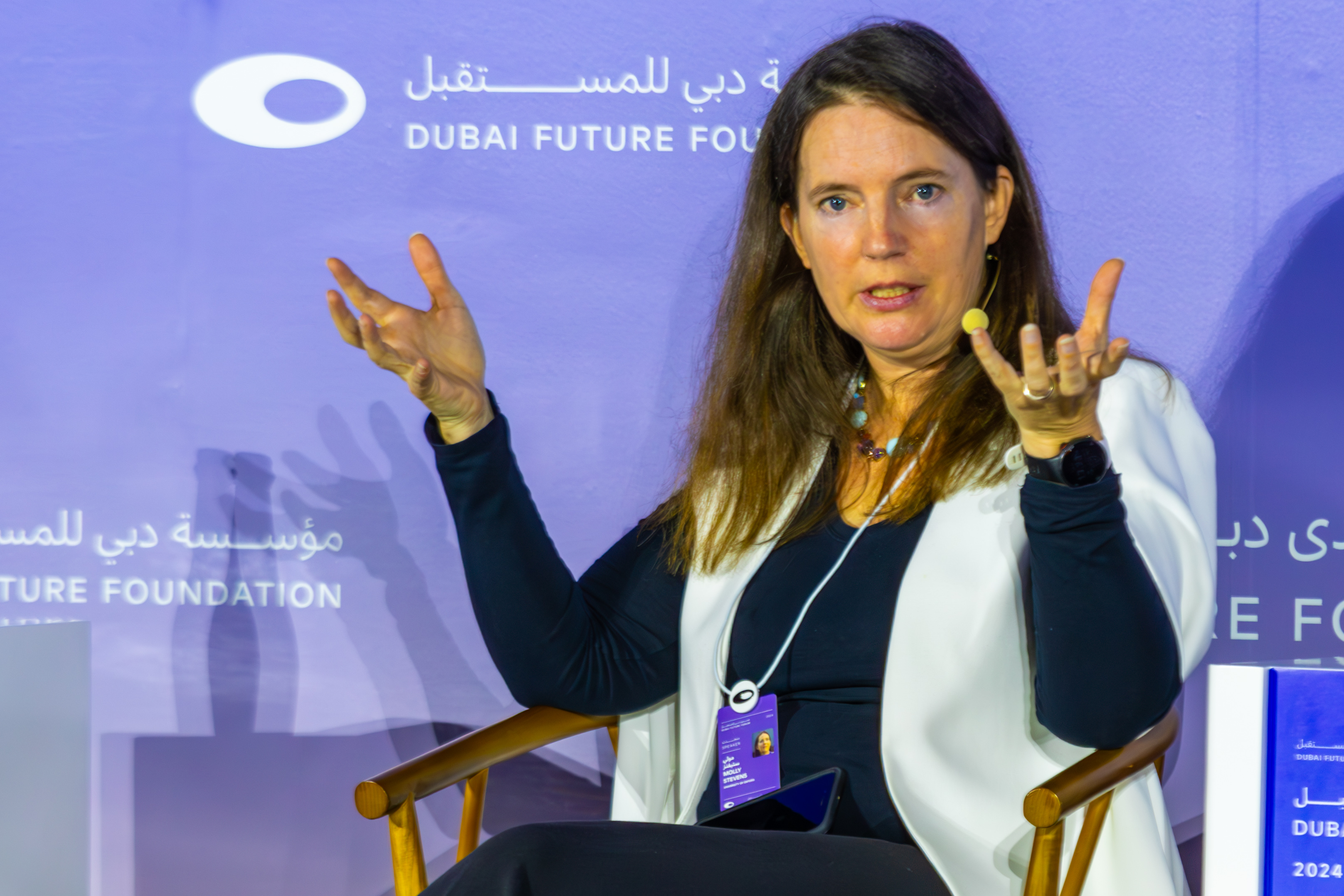
Molly Stevens, 2024

Dame  Molly Morag Stevens DBE (* 20. Jahrhundert) ist eine britische Biowissenschaftlerin und Hochschullehrerin. Sie ist Professorin für Bionanowissenschaften am Institute for Biomedical Engineering und der Abteilung für Physiologie, Anatomie und Genetik der Universität Oxford sowie stellvertretende Direktorin des Kavli Institute for Nanoscience Discovery.

## Leben und Werk
Stevens studierte von 1992 bis 1995 mit einem First Class Honours Bachelor-of-Pharmacy-Abschluss an der University of Bath ab. Sie promovierte dann 2000 am Labor für Biophysik und Oberflächenanalyse der University of Nottingham mit der Dissertation: Atomic force microscopy studies of biomolecular adhesion and mechanics.
Nachdem sie eine Postdoktorandenausbildung im Labor von Robert Langer in der Abteilung für Chemieingenieurwesen am Massachusetts Institute of Technology (MIT) absolviert hatte, kam sie 2004 an das Imperial College London. Dort gründete sie eine multidisziplinäre Forschungsgruppe, die sich aus Bioingenieuren, Materialwissenschaftlern, Chemikern, Biologen, Physikern und Chirurgen zusammensetzte und die sie bis 2023 leitete.
2008 wurde sie als einer der jüngsten Professoren in der Geschichte der Institution zur Professorin für biomedizinische Materialien und regenerative Medizin und Forschungsdirektorin für biomedizinische Materialwissenschaften am Institute of Biomedical Engineering am Imperial College London befördert. 2015 wurde sie Professorin für Biomaterialien und Regenerative Medizin am Karolinska Institutet.
2023 wurde sie zur John Black Professorin für Bionanowissenschaften am Institute for Biomedical Engineering und der Abteilung für Physiologie, Anatomie und Genetik der University of Oxford sowie zur stellvertretenden Direktorin des Kavli Institute for Nanoscience Discovery ernannt.
Stevens ist Fellow von acht britischen Gesellschaften, darunter der Royal Society und der Royal Academy of Engineering. 2019 wurde sie zum ausländischen Mitglied der National Academy of Engineering (USA) gewählt und internationales Ehrenmitglied der American Academy of Arts and Sciences. Sie ist Direktorin des Smart Materials Hub der britischen Plattform für regenerative Medizin, stellvertretende Direktorin des vom EPSRC finanzierten interdisziplinären Forschungszentrums für Frühwarnsysteme für Infektionskrankheiten und stellvertretende Direktorin des British Heart Foundation Centre of Research Excellence, ehemaliges Mitglied des Global Future Council for Advanced Materials des Weltwirtschaftsforums, wissenschaftlicher Treuhänder der National Gallery (London), Mitherausgeberin von ACS Nano und frühere Rezensionsredakteurin bei Science.
Sie veröffentlichte über 400 Artikel in Fachzeitschriften wie Science, Nature, Nature Nanotechnology und Nature Materials und wurde von Clarivate Analytics als Highly Cited Researcher in Cross-Field Research ausgezeichnet. Am 4. Mai 2024 betrug ihr h-Index 115.

## Forschung
Zu ihren Forschungsarbeiten gehören neue Methoden zur Konstruktion oder Reparatur von Geweben wie Knochen, Knorpel und Herzmuskel, die Entwicklung von Biomaterialien zur Steuerung der Funktion von Stammzellen sowie die Verwendung von Nanomaterialien für die spezifische Abgabe therapeutischer Moleküle in Zellen. Ein weiterer Schwerpunkt ihrer Forschung konzentrierte sich auf die Entwicklung hochempfindlicher Nanomaterial-Biosensoren, um geringe Mengen an Krankheitsmarkern in Patientenproben zu erkennen. Zu ihren Beiträgen zur Nanomedizin gehört die Entwicklung nanopartikelbasierter serologischer Tests zur Überwachung von Ebola-Überlebenden in Uganda mithilfe von Smartphone-Technologie. Sie entwickelt außerdem hochempfindliche Lateral-Flow-Tests zur Erkennung anderer Infektionskrankheiten.

## Auszeichnungen (Auswahl)
- 2013: Karen Burt Memorial Award, Women's Engineering Society
- 2014: Corday-Morgan-Preis
- 2015: G. L. Brown Prize Lecture
- 2016: Imperial College President's Award and Medal for Outstanding Research Team
- 2017: Harrison Medal, Royal Pharmaceutical Society
- 2018: Rosalind Franklin Medal and Prize, Institute of Physics
- 2019: Fellow of the Royal Academy of Engineering
- Fellow of the Royal Society of Biology
- Fellow of the Royal Society of Chemistry
- 2019: Surfaces and Interfaces Award, Royal Society of Chemistry
- 2019: Ehrendoktorwürde der University of Bath
- 2020: ACS Award in Colloid Chemistry
- 2020: Fellow of the Royal Society[7]
- 2021: EMBO Women in Science Award 2021, Federation of European Biochemical Societies (FEBS)[8]
- 2022: Internationales Ehrenmitglied der American Academy of Arts and Sciences
- 2022: MRS Mid-Career Researcher Award
- 2023: Novo Nordisk Award[9]
- 2024: Dame Commander des Order of the British Empire (DBE)